# Costin Gheorghe
Costin Gheorghe (* 8. Januar 1989 in Bukarest) ist ein rumänischer ehemaliger Fußballspieler, der hauptsächlich im Sturm auf der Position Rechtsaußen gespielt hat.

## Karriere
Costin Gheorghe gab im März 2006 sein Debüt in der Liga I für Sportul Studențesc in einem Spiel gegen FC Farul Constanța. Er spielte zwei Spiele in der Liga I, da Sportul Studențesc am Ende der Saison aus finanziellen Gründen absteigen musste.
In der nächsten Saison etablierte er sich als Stammspieler in der ersten Mannschaft von Sportul Studențesc und erzielte sein erstes Karrieretor am 26. August 2006 gegen FC Brașov, als The Crazy Gang mit 2:1 gewann. Am Ende seiner zweiten Saison spielte er 27 Spiele und erzielte zwei Tore.
Am 5. September 2009 erzielte Costin Gheorghe im Liga-II-Spiel gegen FC Snagov ein Traumtor aus der Distanz.